# Yano Michael
Michael Yano (sinh ngày 22 tháng 1 năm 1979) là một cầu thủ bóng đá người Nhật Bản.

## Sự nghiệp câu lạc bộ
Michael Yano đã từng chơi cho Vissel Kobe, Mito HollyHock và Sagan Tosu.